# KV41
Ngôi mộ KV41 nằm trong Thung lũng của các vị Vua ở Ai Cập, là cuối cùng được tìm thấy bởi Victor Loret và chưa có bất kỳ cuộc khai quật hoặc kiểm tra nào được thực hiện. Người chủ của ngôi mộ này vẫn chưa rõ, nhưng nó có thể là ngôi mộ của Tetisheri.